# Samuel Cummings
Samuel Cummings (Filadelfia, 7 febbraio 1927 – Monte Carlo, 29 aprile 1998) è stato un imprenditore statunitense attivo nel settore delle armi di piccolo calibro.
Ha fondato la International Armament Corporation (nota anche come Interarms o Interarmco) nel 1953, una società che è arrivata
a dominare il libero mercato mondiale nella vendita di armi private.

## Biografia
Cummings nacque a Filadelfia e si è interessato alle armi dopo essere riuscito a farsi assegnare, all'età di cinque anni, da un'installazione in disuso dell'American Legion, una mitragliatrice Maxim. Cummings divenne uno specialista di armi dell'esercito americano a Fort Lee, in Virginia, dopo la seconda guerra mondiale. Dopo il servizio militare, frequentò la George Washington University con il progetto di legge GI, dove fu reclutato nel 1950 dalla CIA come esperto di armi. Cummings andò quindi in Europa, dove acquistò grandi quantità di armi in eccesso della seconda guerra mondiale sia per le produzioni di Hollywood che per il governo di Taiwan. Durante questo periodo fu anche chiamato a identificare le armi catturate durante la guerra di Corea. Nel 1953 Cummings fondò Interarmco ad Alexandria, in Virginia, con un magazzino a Manchester, in Inghilterra e in altre località internazionali per capitalizzare i vasti negozi di armi e munizioni del dopoguerra. Ha usato i suoi contatti e le sue competenze per acquisire armi in eccesso in grandi quantità da vendere a vari acquirenti privati e governativi in tutto il mondo.
Negli anni '50 e '60, Interarmco ha inondato il mercato americano di armi da fuoco militari, rifornendo soldati e sportivi affamati di souvenir e minando drasticamente i produttori nazionali di armi sportive. Allo stesso tempo, Cummings è diventato un agente di vendita all'estero per vari produttori di armi di piccolo calibro. Interarmco era un agente esclusivo originale di ArmaLite, e Cummings ha personalmente dimostrato il suo rivoluzionario fucile a fuoco selettivo AR-10 a varie nazioni, tra cui il Nicaragua e la Repubblica Dominicana. La dimostrazione nicaraguense ebbe successo in quella che sarebbe stata la prima vendita di esportazione AR-10 alla nazione del Nicaragua nel 1957 (successivamente annullata). Nel 1958 Cummings vendette 100 fucili ArmaLite AR-10 al dittatore cubano Fulgencio Batista, ma nel 1959 l'intera spedizione di fucili AR-10 fu catturata intatta sul porto de L'Avana dalle vittoriose forze ribelli di Fidel Castro. Cummings scrisse a Castro e gli chiese se avrebbe pagato i fucili o li avrebbe restituiti, e fu invitato a visitare Cuba in cambio. Secondo quanto riferito, colpito dalla potenza di fuoco dell'AR-10, Castro pagò i fucili e chiese di più, ma l'embargo americano sulle armi a Cuba proibì ulteriori vendite. Castro in seguito consegnò i fucili ai ribelli che cercavano di rovesciare il capo della Repubblica Dominicana, il generale Rafael Trujillo.
Nel giugno del 1959, i ribelli invasero la Repubblica Dominicana in un'operazione combinata aria / mare. Tradite dai residenti locali, le forze ribelli per mare (guidate da ufficiali cubani), furono sorprese nella fase dello sbarco; quelli che scendevano con il paracadute furono cacciati nei giorni seguenti dall'esercito di Santo Domingo. Sono stati trovati fucili AR-10 catturati dalla spedizione Batista di Cummings sui corpi di guerriglieri uccisi in scontri a fuoco con le forze governative. Quando Cummings arrivò nella Repubblica Dominicana lo stesso mese per discutere l'argomento delle vendite di armi con l'ufficiale per gli acquisti di armi della nazione, un infuriato Trujillo si precipitò nella stanza portando un fucile AR-10 tolto dal corpo di un ribelle morto, chiedendo di sapere perché Cummings avesse fornito armi da fuoco ai suoi nemici. Durante questo periodo, Samuel Cummings divenne un soggetto britannico e si trasferì a Monte Carlo, mantenendo i magazzini in tutto il mondo e la sede della società ad Alexandria, in Virginia.
Le attività di importazione di armi di Cummings subirono un impatto significativo dopo che le eccedenze di importazione di armi da fuoco militari furono fortemente limitate dall'US Gun Control Act del 1968. L'importazione di armi commerciali straniere ha sostenuto l'attività dopo il 1968. Interarms ha portato sul mercato americano molti marchi stranieri di armi da fuoco, tra cui le pistole Star. Sua figlia Susan Cummings è stata condannata per omicidio colposo nel 1998, dopo aver sparato al suo ragazzo Roberto Villegas. Interarms è stata successivamente acquisita dalla High Standard Manufacturing Company. Samuel Cummings e Interarms appaiono come soggetti rilevanti nel noto film italiano del 1974 Finché c'è guerra c'è speranza, interpretato e diretto da Alberto Sordi. Cummings appare anche nel documentario della BBC2 del 1991 di Anthony Sampson in due parti sul commercio di armi, The Two Edged Sword, intervistato nel magazzino di Manchester di Interarms.